# 918

## Nașteri
- dată necunoscută: Haakon I al Norvegiei al treilea rege al Norvegiei (d. 961)

## Decese
- 23 decembrie: Conrad I, duce de Franconia din 906 și rege al Germaniei din 911 (n. 881)